# Famille Cousin
La famille Cousin, originaire de Nozeroy en Franche-Comté, fut anoblie en 1555 par lettres patentes de Charles Quint en faveur de cinq frères. Elle fut notamment illustrée par Gilbert Cousin (1506-1572) dit Gilbertus Cognatus Nozerenus, chanoine, humaniste et théologien de la Renaissance. Et dans une moindre mesure par Hugues Cousin dit le vieux. Les premières traces de cette famille remontent au XVe siècle, elle semble s'éteindre au milieu du XVIIe siècle peu avant la conquête française.

## Histoire
La famille Cousin est au début du XVIe siècle une famille de la petite bourgeoisie franc-comtoise, honorable et bien apparentée.
Le premier membre auquel on peut remonter la généalogie de cette famille est Guillaume Cousin, mort en avril 1519, bourgeois de Nozeroy et chambrier de Hugues III de Chalon seigneur de Chastel-Guyon et de Nozeroy,.
Il fut le père de Claude Cousin, magistrat civil de la ville de Nozeroy, mort le 14 mars 1548 et marié à Jeanne Daguet, fille Jean d' Aguet et de Claudine des Barres, et  dont il eut dix enfants : sept garçons (dont Gilbert Cousin, l'ainé) et trois filles.
Des sept fils de Claude Cousin, six choisirent le métier des armes et trois d'entre eux (Étienne, Louis et Hugues le vieux) s'illustrèrent au cours des guerres de Charles Quint. Hugues le jeune fut lui fourrier de la cour de Philippe II, prenant la suite de son frère Hugues le vieux.
Les frères Cousin paraissent avoir fait leurs premières armes sous la protection et les ordres de Philibert de Chalon, prince d'Orange et seigneur de Nozeroy, alors puissant dans les armées impériales.
En reconnaissance de leurs services, cinq frères Cousin : Gilbert, Hugues le vieux, Hugues le jeune, Antoine et Jean furent anoblis avec concession d'armoiries par lettres patentes de Charles Quint datées de Bruxelles le 17 octobre 1555,.
Mais l'éclat donné à la famille Cousin dura peu, car malgré la nombreuse descendance de Claude Cousin, son nom disparut vers le milieu du XVIIe siècle. Au moment de la conquête française de la Franche-Comté en 1678, il ne restait plus à Salins aucun descendant mâle de Hugues Cousin le jeune (auteur de la branche cadette).
La branche aînée (issue de Hugues Cousin le vieux s'éteignit avec Denyse Cousin, née vers 1625, fille de François Cousin, mentionnée pour la dernière fois en 1658 et morte plus tard à Lons-le-Saunier.

## Généalogie
La généalogie simplifiée suivante est extraite de celle donnée par Georges Blondeau dans La famille Cousin de Nozeroy, ses lettres d'anoblissement, ses alliances et André Pidoux de La Maduère dans Un humaniste comtois : Gilbert Cousin.
- Guillaume Cousin († avril 1519), bourgeois de Nozeroy et chambrier de Hugues de Chalon seigneur de Chatelguyon et de Nozeroy, marié à Marie de Vers (1455-1516) (ou Jeanne Roline selon Chifflet), puis à Jeanne Colin. Dont (du premier mariage) :
  - Claude Cousin,  né en 1478 et mort le 14 mars 1548, magistrat amodiateur de la ville de Nozeroy, marié à Jeanne Daguet ou D'Aguay (1485-1570). Dont 3 filles et 7 fils :
    - Gilbert Cousin (1506-1572), humaniste et théologien, secrétaire d'Erasme puis chanoine de Nozeroy, anobli en 1555 avec ses frères.
    - Étienne Cousin (1507-1542), maréchal de camp, mort en 1542 lors du siège de Corroy qu'il défend contre les troupes du duc de Clèves ;
    - Louis Cousin (1509-1544), capitaine dans les armées de Charles Quint, tué au sein des troupes espagnoles lors du siège de Boulogne contre les Français par les troupes alliées de Charles Quint et du roi d'Angleterre.
    - Hugues Cousin dit le vieux (1511-vers 1580), il prend part à la conquête de Tunis, en poste dans le Roussillon puis un des commandants de la place de Châteauneuf dans l'actuel Monténégro en 1539, à sa chute le 7 août, il est emprisonné pendant 4 ans par les Turcs[10]. À sa libération, pour le récompenser Charles Quint le nomme mestre de camp puis écuyer fourrier de sa maison et le conserve à sa cour de 1548 à 1556. Il est anobli en 1555 avec ses frères. Après l'abdication de Charles Quint, il se retire à Nozeroy où il finit modestement ses jours. Il vit encore en 1574. Au cours de sa campagne dans les Flandres, il avait épousé Barbe Ganzeler (ou Gonrelaire) « native du duché de Brabant ». Dont entre autres :
      - Henry Simon Cousin, né vers 1554 dans le Brabant, militaire en poste dans le Brabant; avec son cousin Michel va à Bâle recueillir l'Héritage de leur oncle Gilbert[16].
        - Barbe Cousin,  marié le 4 mars 1632 avec Antoine Pidoux de la Maduère

      - Jeanne Cousin, née le 21 janvier 1556, sans postérité ;
      - Aymée Cousin; mariée à Jean Chappuis
      - Adrienne Cousin; mariée avec François Sombarde
      - Jean Cousin, né à Nozeroy le 6 juillet 1572, sans postérité ;
      - Gilbert Cousin, écuyer, né à Nozeroy le 29 mai 1560, capitaine des arquebusiers de Nozeroy, marié vers 1583 à Charla de Henauld, fille de Jean de Henauld, écuyer, de Nozeroy. Dont entre autres :
        - Barbe Cousin, née en 1595 mariée  en 1620 avec Jacques Blondeau-Natoire de Chatelblanc, sa famille représente la seigneurie de Chatelblanc depuis 1360, sera[17]issu de la descendance de ce couple  Claude Ignace François Michaud (1751/1835) Général français de la révolution et de l'Empire.
        - Antonia Cousin, née en 1592 mariée  en 1627 avec Pierre Baron-Guichard de Chatelblanc[17]
        - Noble François Cousin, né à Nozeroy vers 1585, mort en 1648[17]; médecin à Nozeroy, marié le 26 novembre 1615 à Claudine Bertin. Dont une fille unique :
          - Denyse Cousin, née à Nozeroy vers 1625, morte à Lons le Saulnier sans être mariée, dernière de la branche aînée.

        - Hugues Cousin, né à Nozeroy le 15 septembre 1591, chanoine de Mièges en 1640; mort en 1645[17]

    - Hugues Cousin dit le jeune (né à Nozeroy en 1515, mort à Salins vers 1600). Sa carrière militaire est plus courte et moins brillante que celle de son frère. Il se retire en 1547 à Salins (Jura) où il épouse Anne Volant. Il est anobli avec ses frères en 1555. Rappelé en 1556, il est nommé fourrier à la cour du roi Philippe II, prenant la suite de son frère[18]. On ignore combien de temps il occupa ce poste; mais manifestement moins d'une dizaine d'années, car en 1566 il est signalé de nouveau à Salins. Dans ses dernières années il s'adonne à la cartographie et reçoit en 1589 l'autorisation royale de réaliser une carte du Comté de Bourgogne. Il eut 20 enfants dont 10 fils selon une affirmation sujette à caution de Chifflet) dont :
      - Michel Cousin ; (Né vers 1549), avec son cousin Henri Simon, va recueillir l'héritage de Gilbert Cousin à Bâle[16].
      - Gilbert Cousin ;
      - Claude Cousin ;
      - Gaspard Cousin,  rentier (né à Salins le 21 mai 1552) ;
      - Balthazar Cousin ;
      - Melchior Cousin ;
      - Philippe Cousin (né à Salins le 19 novembre 1566) ;
      - N Cousin, religieux à Rome au monastère des Enfumés ;
      - N Cousin, religieux à Rome au monastère La Mère de Dieu ;
      - N Cousin (bénédictin, abbé de Faverney selon André Pidoux de La Maduère, mais il ne figure pas dans la liste des abbés, fut plus vraisemblablement prieur de l'abbaye de Faverney).

    - Antoine Cousin, il sert dans les armées de Charles Quint, la seule trace de sa vie est une lettre de recommandation de  1551 du gouvernement espagnole aux autorités comtoises pour qu'il soit nommé notaire-général de la province[19]. Anoblie avec ses frères en 1555. Sans postérité connue.
    - Jean Cousin, il sert dans les armées de Charles Quint, mort probablement au combat. Anoblie avec ses frères en 1555. Sans postérité connue.

## Portraits

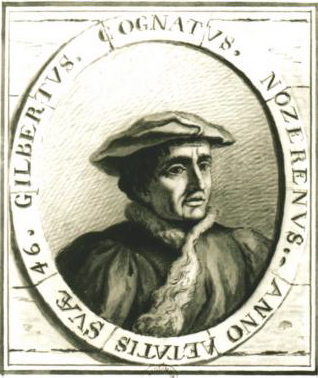
Gilbert Cousin dit Gilbertus Cognatus Nozerenus (1546)
Gilbert Cousin et Erasme (1530)

## Armoiries et devise
- Armes : D'azur à la fasce d'argent, chargée d'un serpent ondoyant en fasce de sinople, à la queue enroulée trois fois, langué de gueules, et accompagnée en chef d'une colombe essorante d'argent, becquée et membrée d'or[1],[2].
- Heaume : Heaume ouvert en façon de treillis et frangé finement, de couleur azur et argent
- Cimier : Colombe d'argent éployée, becquée et membrée d'or
- Supports : Un bouquet de laurier vert
- Devise : Simplicitas prudens, prudentia simplex (Simpicité prudente, sagesse simple)

Gilbert Cousin avait également pour lui-même un monogramme : Un livre posé sur une pierre carrée, soutenant un serpent en forme de G et une colombe en forme de C.